# Списък с герои от „Хари Потър“
Следва списък с героите от поредицата „Хари Потър“. Всеки от изброените герои в списъка по-долу се появява в поне един от романите „Хари Потър“ или разказ от Дж. К. Роулинг. Тези книги и истории включват седемте романа „Хари Потър“ (1997–2007), „Фантастични животни и къде да ги намерим“ (2001), „Куидичът през вековете“ (2001), „Приказките на барда Бийдъл“ (2008), „Хари Потър и Прокълнатото дете“ (2016), „Кратки истории от „Хогуортс“ за властта, политиката и досадните полтъргайсти“ (2016), „Кратки истории от „Хогуортс“ за героизма, трудностите и опасните хобити“ (2016), „Хогуортс: Непълно и ненадеждно ръководство“ (2016) и „Хари Потър: Предистория“ (2008).

### А
- Абърфорт Дъмбълдор – брат на Албус и Ариана Дъмбълдор. Собственик на кръчмата „Свинската глава“ в Хогсмийд и член на Ордена на Феникса. В „Даровете на Смъртта“ той изпраща Доби да спаси Хари и други затворници от имението на Малфой. По-късно той помага на Хари да влезе в „Хогуортс“. Абърфорт е изигран от Джим Макманус във филмовата адаптация на „Орденът на феникса“, от Шарън Хиндс в „Даровете на Смъртта: част 2“ и от Ричард Койл във „Фантастични животни: Тайните на Дъмбълдор“.[1][2][3]
- Августа Лонгботъм – майка на Франк и баба на Невил. Тя отглежда Невил. Изиграна е от Лейла Хофман във филмовата адаптация на „Философският камък“.
- Аластор Муди – пенсиониран аврор и член на Ордена на Феникса. Известен е като „Лудоокия“ заради магическото око, което носи. След като пие многоликова отвара, Барти Крауч-младши приема образа му като част от плана да включи Хари в Тримагическия турнир. Муди е убит от Волдемор. Изигран е във филмите от Брендан Глийсън.
- Албус Дъмбълдор – директор на „Хогуортс“ през ученическите години на Хари. Учител по трансфигурация през ученическите години на Том Риддъл. Основател на Ордена на Феникса. Албус Дъмбълдор организира собствената си смърт от ръцете на Сивиръс Снейп.
- Албус Сивиръс Потър – второто дете на Хари и Джини.
- Албърт Рънкорн – следовател на предполагаеми мъгълородни, работещ в Министерството на магията.
- Алекто Кароу – смъртожадна и сестра на Амико Кароу. Учител по мъгълознание и заместник-директор на „Хогуортс“ по времето на Сивиръс Снейп.
- Алис и Фарнк Лонгботъм – родителите на Невил. Аврори и членове на Ордена на Феникса. Измъчвани до лудост от Белатрикс Лестранж. Лиса Ууд и Джеймс Плейтън изобразяват Алис и Франк във филма „Орденът на феникса“.
- Алиша Спинет – ученичка от „Грифиндор“, две години по-голяма от Хари. Гончия в куидичния отбор на своя дом и член на Армията на Дъмбълдор. Тя се връща в училището за битката за „Хогуортс“. Алиша е изобразена от Лейла Съдърланд във филма „Философският камък“ и от Рошел Дъглас в „Стаята на тайните“.
- Амелия Боунс – началник на Отдела за прилагане на магьосническия закон. Сестра е на Едгар Боунс и леля на Сюзън Боунс. Убита е от Лорд Волдемор.
- Амико Кароу – смъртожаден и брат на Алекто Кароу. Учител по защита срещу черните изкуства и заместник-директор на „Хогуортс“ при управлението на Сивиръс Снейп.
- Амос Дигъри – баща на Седрик Дигъри. Служител в Отдела за регулиране и контрол на магическите създания.
- Анджелина Джонсън – гончия в отбора по куидич на „Грифиндор“, а по-късно капитан на отбора. С две години е по-голяма от Хари. Омъжена е за Джордж Уизли. Та се връща в училището, за да участва в битката за „Хогуортс“. Изобразена е от Даниел Табор в първите три филма и от Тиана Бенджамин в „Огнаният бокал“ и „Даровете на Смъртта: част 2“.
- Андромеда Тонкс – сестра на Белатрикс Лестранж и Нарциса Малфой и майка на Нимфадора Тонкс. Семейството ѝ се отрича от нея, след като се омъжва за мъгъла Тед Тонкс.
- Антонин Долохов – смъртожаден, който убива Фейбиън Прюет, Гидиън Прюет и Ремус Лупин.
- Арабела Фиг – възрастна немощна, назначена от Дъмбълдор да наглежда от дома си Хари, докато расте. Член е на Ордена на Феникса. Изиграна е от Катрин Хънтър във филма „Орденът на феникса“.[4]
- Арагог – гигантска акромантула, способен да говори човешки език. Отгледан от Рубиъс Хагрид.
- Аргус Филч – немощен, пазач на „Хогуортс“. Изигран е от Дейвид Брадли във филмовата поредица.
- Ариана Дъмбълдор – сестра на Албус и Абърфорт. Убита по време на троен двубой между Албус, Абърфорт и Гелърт Гринделвалд.
- Армандо Дипит – директор на „Хогуортс“ преди Албус Дъмбълдор. Изключва Рубиъс Хагрид от училището, на когото Том Риддъл приписва отварянето на Стаята на тайните.
- Артър Уизли – съпруг на Моли Уизли и баща на Бил, Чарли, Пърси, Фред, Джордж, Рон и Джини Уизли. Член на Ордена на Феникса. Работи в службата за злоупотреба с мъгълски артефакти в Министерството на магията. Участва в битката за Хогуортс. Изобразен от Марк Уилямс във филмите за Хари Потър.
- Астория Грийнграс – съпруга на Драко Малфой, която умира от кръвно проклятие.[5] Изиграна е от Джейд Гордън в пролога на филма „Даровете на Смъртта: част 2“.

### Б
- Барда Бийдъл – автор на различни магьоснически приказки, включително „Приказката за тримата братя“.
- Барти Крауч – началник на Отдела за международно магьосническо сътрудничество. Убит от сина си Барти Крауч-младши.
- Барти Крауч-младши – смъртожаден, на когото се приписва завръщането на Лорд Волдемор. След като пие многоликова отвара, приема образа на Аластор Муди. По-късно му е приложена Целувката на диментора.
- Батилда Багшот – автор на „История на магията“ и прапралеля на Гелърт Гринделвалд. Под влиянието на Веритасерум, тя е основен източник на информация за биографията на Албус Дъмбълдор, написана от Рита Скийтър. Багшот е изиграна от Хейзъл Дъглас.
- Белатрикс Лестранж – смъртожадна, която измъчва до лудост родителите на Невил Лонгботъм. Сестра на Нарциса Малфой и леля на Драко. Убива братовчед си Сириус Блек. Убита е от Моли Уизли по време на битката за „Хогуортс“.
- Бил Уизли – най-големият син на Артър и Моли Уизли и съпруг на Фльор Делакор. Разрушител на проклятия за банката на магьосниците „Гринготс“, член на Ордена на Феникса и участник в битката за „Хогуортс“. Бил е изобразен от Ричард Фиш във филмовата адаптация на „Затворникът от Азкабан“ и от Донал Глийсън в „Даровете на Смъртта: част 1 и част 2“.
- Блейз Забини – ученик от „Слидерин“ от випуска на Хари.
- Богрод – главен таласъм в банката на магьосниците „Гринготс“. Поставен под проклятието Империус, когато Хари, Рон Уизли и Хърмаяни Грейнджър нахлуват в банката.
- Бъкбийк – хипогриф, принадлежащ първо на Хагрид, след това на Сириус Блек и накрая на Хари. В „Затворникът от Азкабан“ Бъкбийк е осъден на смърт. Хари и Хърмаяни Грейнджър му помагат да избяга от екзекуцията, като същевременно помагат на Сириус да избегне залавянето от Министерството на магията.
- Бърта Джоркинс – служителка в Отдела за магически игри и спорт. Убита от Волдемор, за да трансформира змията си Наджини в хоркрукс.

### В
- Вилхелмина Гръбли-Планк – учител по грижа за магическите създания, която замества Хагрид. Изиграна е от Епъл Брук във филма „Орденът на феникса“.
- Виктор Крум – български търсач на националния отбор на България по куидич и ученик от „Дурмщранг“, който участва в Тримагическия турнир. Изигран е от Станислав Яневски във филма „Огненият бокал“.[6]
- Винсънт Краб – ученик от „Слидерин“ от випуска на Хари Потър, произхождащ от семейство на смъртожадни. Бият е в отбора по куидич на „Слидерин“ и член на Инквизиторския отряд на Ъмбридж. Убит е от собственото си проклятие. Краб е изобразен от Джейми Уайлет във филмовата поредица.[7][8]
- Волдемор – ученик от „Слидерин“, чието име е Том Мерсволуко Риддъл. Убива много от членовете на собственото си семейство и безброй други магьосници и мъгъли. Убива родителите на Хари, но не успява да убие Хари. Връща се на власт след четвъртата година на Хари и започва управлението на терора. Известен също като Лорд Волдемор и Тъмния лорд.
- Върнън Дърсли – вуйчо на Хари, съпруг на Петуния и баща на Дъдли. Изобразен е от Ричард Грифитс във филмовата поредица.

### Г
- Гарик Оливандър – майстор на пръчки и собственик на магазин за вълшебни пръчки. Отвлечен е от семейство Малфой за няколко месеца, когато е освободен от Хари, Рон и Хърмаяни. Изигран е от Джон Хърт във филмите.
- Гелърт Гриндълуолд – тъмен магьосник, който е затворен, след като Албус Дъмбълдор го побеждава през 40-те години на миналия век. Във филмовата поредица „Фантастични животни“ Гриндълуолд и Дъмбълдор са бивши любовници, които сключват кръвен договор в младостта си никога да не се нараняват един друг. Гриндълуолд обаче се опитва косвено да убие Дъмбълдор. Във филма „Даровете на Смъртта: част 1“, Гриндълуолд е изобразен от Джейми Кембъл Боуър и Майкъл Бърн. Във филмовата поредица „Фантастични животни“ той е изигран от Джони Деп, Мадс Микелсен и Джейми Кембъл Боуър.[9]
- Гилдрой Локхарт – учител по защита срещу черните изкуства и автор на книги, описващи героични постъпки, лъжливо приписвани на автора. Губи паметта си, след като заклинанието има обратен ефект. Според Роулинг Локхарт е единственият герой от поредицата, базиран на човек от реалния живот. Той бил вдъхновен от познат на Роулинг, който, по нейните думи, бил „дори по-неприятен от измисления си двойник“ и „разказвал страхотни измислици за миналия си живот, всичките предназначени да демонстрират какъв прекрасен, смел и брилянтен човек е бил“.[10] Локхарт е изигран от Кенет Брана във филма „Стаята на тайните“.
- Годрик Грифиндор – един от четиримата основатели на „Хогуортс“ и основател на дом „Грифиндор“. Ценял смелостта, решителността и силата на сърцето. Според Роулинг той е „най-завършеният дуелист на своето време и просветен борец срещу дискриминацията на мъгълите“.[11] Неговите реликви включват Меча на Грифиндор и Разпределителната шапка.
- Гойл – смъртожаден и баща на Грегъри Гойл.
- Господин и госпожа Грейнджър – родителите на Хърмаяни. По време на Втората магьосническа война Хърмаяни променя спомените им, за да ги защити от Волдемор, което ги кара да вярват, че са Уендъл и Моника Уилкинс. По-късно тя възстановява спомените им.[12]
- Грегъри Гойл – ученик от „Слидерин“ от випуска на Хари. Бияч е в отбора на куидич на своя дом и е член на Инквизиторския отряд на Ъмбридж. Изигран е от Джошуа Хердам във филмовата поредица.
- Грипкук – таласъм от „Гринготс“, който е заловен от похитители в „Даровете на Смъртта“. С помощта на Хари и Доби, Грипкук и няколко други затворници бягат от имението на Малфой. След това Грипкук помага на Хари да проникне в „Гринготс“ в замяна на Меча на Грифиндор, но по-късно той предава Хари и приятелите му. Грипкук умира във филмовата адаптация на романа. Той е изобразен от Варн Тройър във филмовата адаптация на „Философският камък“ и от Уоруик Дейвис в „Даровете на смъртта: част 1 и част 2“.

### Д
- Дебелата дама – вещицата, която е в картината, скриваща входа на общата стая на „Грифиндор“.
- Дебелият монах – призракът от дом „Хафълпаф“. Той е весел и услужлив към учениците. Изобразен от Саймън Фишър-Бекер във филмовата адаптация на „Философският камък“.
- Дедалус Дигъл – член на Ордена на Феникса, който укрива семейство Дърсли. Изигран е от Дейвид Брет във филмовата адаптация на „Философският камък“.[13]
- Делфи Риддъл – дъщерята на Волдемор и Белатрикс Лестранж, която се опитва да върне към живота Волдемор, изпълнявайки пророчество. Затворена е в затворника за магьосници „Азкабан“.
- Дийн Томас – ученик от „Грифиндор“ от випуска на Хари. Член на Армията на Дъмбълдор. В „Даровете на Смъртта“ той е заловен от похитители и отведен в имението на Малфой заедно с Хари, Рон и Хърмаяни. Всички те са спасени от домашното духче Доби, а Дийн по-късно участва в битката за Хогуортс. Алфред Енох изобразява Дийн във филмите за Хари Потър.
- Джеймс Потър – баща на Хари и член на Ордена на Феникса. Приятел от училище на Сириус Блек, Ремус Лупин и Питър Петигрю. Зоомаг и един от създателите на „Хитроумната карта“. Предаден от Петигрю и убит от Волдемор. Във филмите за Хари Потър Джеймс е изобразен от Ейдриан Роулинс като възрастен, от Роби Джервис като тийнейджър и от Алфи Макилан като дете. Джеймс също се появява в предисторията на Хари Потър, кратка история, която се развива три години преди раждането на Хари.
- Джеймс Сириус Потър – първото дете на Хари и Джини.
- Джини Уизли – най-малкото дете и единствена дъщеря на Артър и Моли Уизли. Ученичка от „Грифиндор“, една година по-малка от Хари. Търсач и преследвач за отбора по куидич и член на Армията на Дъмбълдор. Омъжена за Хари.
- Джон Долиш – аврор.
- Джордж Уизли – син на Артър и Моли Уизли и брат близнак на Фред Уизли. Бияч за отбора по куидич на „Грифиндор“, член на Армията на Дъмбълдор и съсобственик на магазина „Магийки шегобийки на братя Уизли“. Женен за Анджелина Джонсън. Джордж е изобразен от Оливър Фелпс във филмите за Хари Потър.
- Джъстин Финч-Флечли – ученик от „Хафълпаф“, с мъгълски произход, от випуска на Хари. Член на Армията на Дъмбълдор. Изигран е от Едуард Рандъл във филмовата адаптация на „Стаята на тайните“.
- Доби – домашното духче на семейство Малфой. В „Стаята на тайните“ се опитва да разубеди Хари да се върне в „Хогуортс“. По-късно Хари подмамва Луциус Малфой да освободи Доби, което печели вечната лоялност на духчето към Хари. В „Огненият бокал“ Доби работи в „Хогуортс“ и помага на Хари с втората задача от Тримагическия турнир. Когато Хари и приятелите му са заловени от смъртожадни в „Даровете на Смъртта“, Доби ги спасява. По време на бягството той е убит от Белатрикс Лестранж. Доби се озвучава от Тоби Джоунс във филмите за Хари Потър.
- Долорес Ъмбридж – старши заместник-секретар на министъра на магията, върховен инквизитор на „Хогуортс“ и временна директорка на „Хогуортс“. Тя преподава защита срещу черните изкуства по време на петата година на Хари и преследва полукръвни и мъгълородени под ръководството на Волдемор. Осъдена на доживотен затвор в „Азкабан“. Изиграна е от Имелда Стонтън във филмовата поредица.
- Драко Малфой – ученик от „Слидерин“ от випуска на Хари. Търсач в отбора по куидич на своя дом, префект, член на Инквизиторския отряд на Ъмбридж и евентуален смъртожаден. Изигран е от Том Фелтън във филмовата поредица.
- Дъдли Дърсли – син на Върнън и Петуния Дърсли и братовчед на Хари. Във филмовата поредица е изигран от Хари Мелинг.
- Дърк Кресуел – произхождащ от мъгълско семейство и началник на службата за връзка с гоблините. Убит от похитителите.

### Е
- Едгар Боунс – брат на Амелия Боунс и чичо на Сюзън Боунс. Убит от смъртожадни.
- Елфиъс Додж – приятел на Дъмбълдор от училищните им години и член на първия Орден на Феникса. Изигран е от Питър Картрайт	във „Орденът на феникса“ и от Дейвид Риъл в „Даровете на Смъртта: част 1“.[14][15]
- Емелин Ванс – член на Ордена на Феникса. Убита от смъртожадни. Изиграна от Бриджит Милър във филма „Ореднът на феникса“.

### З
- Закариъс Смит – гончия в куидичния отбор на „Хафълпаф“ от випуска на Хари. Присъединява се към Армията на Дъмбълдор, но подхожда с недоверие към твърденията на Хари. Коментатор е на училищните мачове в „Нечистокръвния принц“.

### И
- Игор Каркаров – бивш смъртожаден. Директор на училището за магьосници „Дурмщранг“.

### К
- Кейти Бел – гончия в отбора по куидич на „Грифиндор“ и е една година по-малка от Хари. Член е на Армията на Дъмбълдор. В „Нечистокръвния принц“ Кейти е прокълната, след като докосва огърлица, която Драко Малфой възнамерява да даде на Албус Дъмбълдор. В „Даровете на Смъртта“ тя участва в битката за „Хогуортс“. В първите два филма Кейти е изиграна от Емили Дейл, а в последните три – от Джорджина Леонидас.
- Кингсли Шакълболт – аврор и член на Ордена на Феникса. Бодигард на мъгълския премиер. Участва в битката за Хогуортс и по-късно замества Пиус Тикнес като министър на магията. Изобразен от Джордж Харис във филмите за Хари Потър.
- Колин Крийви – произхожда от мъгълско семейство и е ученик в „Грифиндор“, една година по-малък от Хари. Той е по-голям брат на Денис Крийви и е член на Армията на Дъмбълдор. Убит по време на битката за „Хогуортс“. Във филма „Стаята на тайните“ е изигран от Хю Мичъл.[16]
- Корбан Яксли – смъртожаден.
- Кормак Маклагън – ученик от „Грифиндор“, една година по-голям от Хари. Пазач в куидичния отбор на своя дом и член на Слъг-кръга. Изигран е от Фреди Строма във филмите.
- Корнелиус Фъдж – министър на магията в първите пет книги. Отстранен е от поста, след като не иска да приеме завръщането на Волдемор. Във филмите е изигран от Робърт Харди.
- Крийчър – домашно духче, което принадлежи на Сириус Блек, но желае да служи на Белатрикс Лестранж и Малфой. Крийчър примамва Сириус и Хари в капан в Отдел „Мистерии“, което води до смъртта на Сириус. След това Хари наследява собствеността върху Крийчър. В „Даровете на Смъртта“ Хари и приятелите му изпращат Крийчър да вземе медальон, който е един от хоркруксите на Волдемор. По време на битката за „Хогуортс“, Крийчър обединява домашните духчета от училището срещу смъртожадните. Крийчър е озвучен от Тимъти Бейтсън във филмовата адаптация на „Орденът на феникса“ и от Саймън Макбърни в „Даровете на Смъртта: част 1“.

М
- Крукшанкс – котарак, принадлежащ на Хърмаяни Грейнджър. Той е представен в „Затворникът от Азкабан“ и е описан като оранжев и пухкав. Той може да общува със Сириус Блек, докато Блек е в своята форма на зоомаг.
- Ксенофилиус Лъвгуд – баща на Луна и редактор на списание „Дрънкало“. Изигран е от Рис Айфънс във филма „Даровете на смъртта: част 1“.
- Куиринъс Куиръл – учител по защита срещу черните изкуства през първата година на Хари. Когато Хари и Куиръл се борят за Философския камък, се разкрива, че Волдемор е обладал тялото на Куиръл. Хари задържа Куиръл достатъчно дълго, за да пристигне Дъмбълдор, в който момент Волдемор напуска тялото на Куиръл и Куиръл умира. Куиръл е изобразен от Иън Харт във филмовата адаптация на Философския камък.
- Кървавият барон – призракът на дом „Слидерин“. Той убива Хелена Рейвънклоу, превърнала се в Сивата дама, след което се самоубива. Носи вериги като напомняне за престъплението си и е един от малкото герои в „Хогуортс“, които могат да контролират Пийвс. Кървавият барон е изобразен от Терънс Бейлър във филмовата адаптация на „Философският камък“.
- Кътбърт Бинс – учител по история на магията в „Хогуортс“. Той е единственият призрак, който преподава в училището.

### Л
- Лавендър Браун – ученичка от „Грифиндор“ от випуска на Хари Потър и член на Армията на Дъмбълдор. В „Орденът на феникса“ първоначално тя вярва на клеветническата кампания на Министерството срещу Хари и Дъмбълдор. На следващата година тя има връзка с Рон Уизли, която приключва заради ревността, която изпитва към приятелството на Рон и Хърмаяни. В „Даровете на Смъртта“ Лавендър е нападната от Фенрир Грейбек по време на битката за „Хогуортс“. Нейната съдба не е ясна в романа, но умира във филмовата адаптация. Лавендър е изиграна от Катлийн Коули във филма „Стаята на тайните“, от Дженифър Смит в „Затворникът от Азкабан“ и от Джеси Кейв в „Нечистокръвния принц“ и „Даровете на Смъртта: част 2“.[17]
- Лий Джордан – ученик от „Грифиндор“, с две години по-голям от Хари. Коментатор на куидичните мачове в „Хогуортс“ и близък приятел на Фред и Джордж Уизли. В „Даровете на Смъртта“ Лий води незаконната радиопрограма, която подкрепя дейността на Хари и Ордена на феникса. Изигран е от Люк Йънгблъд в първите два филма.
- Лили Потър – майката на Хари и член на Ордена на Феникса, с мъгълски произход е. Сестра на Петуния Дърсли. Моминската ѝ фамилия е Еванс. Тя е убита от Волдемор. Във филмите за Хари Потър Лили е изобразена от Джералдин Съмървил като възрастна, от Суси Шайнър като тийнейджърка и от Ели Дарси-Алдън като дете.
- Лили Луна Потър – третото дете на Хари и Джини. Изиграна е от Дафни де Бейстеги в пролога на „Даровете на Смъртта: част 2“.
- Луна Лъвгуд – ученичка от „Рейвънклоу“, една година по-малка от Хари. Член е на Армията на Дъмбълдор и дъщеря на Ксенофилиус Лъвгуд.
- Луциус Малфой – смъртожаден. Съпруг на Нарциса и баща на Драко.
- Людо Багман – началник на Отдела за магически игри и спортове.

### М
- Мадам Розмерта – собственичката на „Трите метли“ в Хогсмийд. Изиграна от Джули Кристи във филмовите адаптация на „Затворникът от Азкабан“ и „Нечистокръвния принц“.
- Майкъл Корнър – ученик от „Рейвънклоу“ от випуска на Хари и член на Армията на Дъмбълдор. В „Огнения бокал“ започва връзка с Джини Уизли, която по-късно прекратява връзката им. В „Даровете на Смъртта“ Майкъл е измъчван от Алекто и Амико Кароу, след като се опитва да помогне на ученик.
- Мардж Дърсли – сестра на Върнън, която е омагьосана от Хари. Изиграна е от Пам Ферис в „Затворникът от Азкабан“.
- Мариета Еджкомб – ученичка от „Рейвънклоу“, една година по-голяма от Хари. Член е на Армията на Дъмбълдор. Тя предава съучениците си на Ъмбридж.
- Мафалда Хопкърк – служителка в Министерството на магията, Хърмаяни Грейнджър се представя за нея, след като използва многосокова отвара.
- Мерволо Гонт – чистокръвният баща на Меропа и Морфин Гонт. Дядо е на Том Риддъл.
- Меропа Гонт – майка на Том Риддъл, починала при раждането му.
- Минерва Макгонагъл – учител по трансфигурация, ръководител на дом „Грифиндор“, заместник-директор на „Хогуортс“ и член на Ордена на Феникса. Зоомаг. Ръководи отбраната на училището по време на битката за „Хогуортс“. Директор на „Хогуортс“ след смъртта на Волдемор. Изиграна е от Маги Смит във филмовата поредица за Хари Потър и от Фиона Гласкот във филмовата поредица „Фантастични животни“.
- Миртъл Уорън – ученичка от „Рейвънклоу“, с мъгълски произход, която е съученичка с Волдемор. Убита от базилиска в тоалетната, която преследва като призрак след смъртта си. Волдемор използва смъртта ѝ, за да създаде първия си хоркрукс. Позната на учениците като Стенещата Миртъл. Изобразена е от Шърли Хендерсън във филмите за Хари Потър.
- Моли Уизли – съпруга на Артър Уизли и майка на Бил, Чарли, Пърси, Фред, Джордж, Рон и Джини Уизли. Член на Ордена на Феникса. Убива Белатрикс Лестранж по време на битката за „Хогуортс“. Моли е изобразена от Джули Уолтърс във филмите за Хари Потър.
- Морфин Гонт – син на Мерволо и брат на Меропа. Обвинен от племенника си Том за убийството на мъгъли и умрял в „Азкабан“.
- Мъгълският министър-председател – неназованият действащ министър-председател на Обединеното кралство по време на събитията от романите. Магьосниците го наричат мъгълския министър-председател. Той е наясно със света на магьосниците и е защитаван от аврор.
- Мъндънгус Флечър – дребен мошеник и член на Ордена на Феникса. Уведомява Дъмбълдор за събитията в криминалния свят на магьосниците. Изигран е от Анди Линдън в „Даровете на Смъртта: част 1“.

### Н
- Наджини – змията на Волдемор, която изпълнява заповедите му. Той общува с нея на змийски език. Тя е един от хоркруксите му. В „Даровете на Смъртта“ Наджини поглъща Чарити Бърбидж, учителката по мъгълознание в „Хогуортс“. По-късно е поставена в трупа на Батилда Багшот, което позволява изненадващото нападение срещу Хари, когато той посещава Годрикс Холоу. Наджини е убита от Невил Лонгботъм по време на битката за „Хогуортс“. Предисторията на филма „Фантастични животни: Престъпленията на Гринделвалд“ разкрива, че Наджини някога е била прокълната жена, която в крайна сметка се трансформира в змия. Във филма жената Наджини е изобразена от Клаудия Ким.
- Нарциса Малфой – майката на Драко и съпруга на Луциус. Сестра на Белатрикс Лестранж и Андромеда Тонкс, братовчедка на Сириус Блек. Изиграна е във филмите от Хелън Маккрори.
- Невил Лонгботъм – ученик от „Грифиндор“ от випуска на Хари. Член на Армията на Дъмбълдор.
- Нимфадора Тонкс – дъщеря на Андромеда и Тед Тонкс. Аврор и член на Ордена на Феникса. Метаморфмаг. Тя се омъжва за Ремус Лупин и ражда син, Теди, преди тя и Ремус да бъдат убити в битката за „Хогуортс“. Изобразена от Наталия Тена във филмите за Хари Потър .
- Нют Скамандър – ученик, изключен от „Хогуортс“, отличаващ се любител на магическите животни и растения. Магизоолог и автор на „Фантастични животни и къде да ги намерим“.

### О
- Оливър Ууд – пазач и капитан на отбора по куидич на „Грифиндор“, който е с четири години по-голям от Хари. Ууд е изобразен от Шон Бигърстаф във филмите за Хари Потър.
- Олимпия Максим – полувеликанка и директорка на училището за магия „Бобатон“. Изобразена е от Франсис де ла Тур във филмите.

### П
- Падма Патил – ученичка от „Рейвънклоу“ от випуска на Хари, префект на своя дом. Сестра близначка на Парвати Патил. Член на Армията на Дъмбълдор. В „Огненият бокал“ Падма присъства на коледния бал с Рон Уизли. Падма и Парвати напускат „Хогуортс“ след смъртта на Дъмбълдор в „Нечистокръвния принц“, но се връщат в „Даровете на Смъртта“, за да участват в битката за „Хогуортс“. Във филмите за Хари Потър Падма е в „Грифиндор“ вместо в „Рейвънклоу“ и е изобразена от Афшан Азад.
- Парвати Патил – ученичка от „Грифиндор“ от випуска на Хари. Сестра близначка на Падма Патил. Член на Армията на Дъмбълдор. В „Огненият бокал“ Парвати присъства на коледния бал с Хари. Парвати и Падма напускат „Хогуортс“ след смъртта на Дъмбълдор в „Нечистокръвния принц“, но се връщат в „Даровете на Смъртта“, за да участват в битката за „Хогуортс“. Парвати е изиграна от Ситара Шах в филма „Затворникът от Азкабан“ и от Шефали Чодхъри в следващите филми.
- Панси Паркинсън – ученичка от „Слидерин“ от випуска на Хари. Префект и член на Инкивиторския отряд на Ъмбридж.
- Певерал (Антиох, Кадъм и Игнациус) – тримата братя първоначално са собственици на Даровете на Смъртта – Бъзовата пръчка, Камъкът на възкресението и Мантията невидимка.
- Петуния Дърсли – лелята на Хари, съпруга на Върнън и майка на Дъдли. Във филмите е изиграна от Фиона Шоу, а младата Петуния – от Ариела Парадайз.
- Пийвс – палавият полтъргайст от „Хогуортс“. В цялата поредица Пийвс слуша само няколко избрани лица: Албус Дъмбълдор, Кървавия барон, Почтибезглавия Ник и Фред и Джордж Уизли. Пазачът на Хогуортс, Аргус Филч, многократно се опитва да го изгони от замъка. Пийвс е изобразен от Рик Маял във филмовата адаптация на „Философският камък“, но неговите сцени са изрязани от готовия филм.[18]
- Питър Петигрю – смъртожаден и приятел от училище на Сириус Блек, Ремус Лупин и бащата на Хари Джеймс Потър. Петигрю предава родителите на Хари на Волдемор, което води до смъртта им. Разкрива се, че домашният плъх на Рон Уизли Скабърс всъщност е Петигрю в неговата форма на зоомаг. Петигрю е удушен до смърт от собствената си протеза. Във филмите е изигран от Тимъти Спол.
- Пиус Тикнес – министър на магията докато е под проклятието Империус. Заменен на поста от Кингсли Шакълболт.
- Помона Спраут – учител по билкология и ръководител на дом „Хафълпаф“. Изиграна е от Мириам Маргулис във филмите.
- Попи Помфри – медицинската сестра в „Хогуортс“. Изиграна е от Джема Джоунс във филмовата поредица.
- Почтибезглавият Ник – призракът от дом „Грифиндор“. Той е жертва на неуспешно обезглавяване, което оставя главата му едва прикрепена към врата. Пълното му име е сър Никълъс де Мимси-Порпингтън. Той е изобразен от Джон Клийз в първите два филма за Хари Потър.
- Пърси Уизли – третият син на Артър и Моли. Префект на „Грифиндор“ и по-късно служител в Министерството на магията. Той се отчуждава от семейството си, но се бие заедно с тях в битката за „Хогуортс“. Изигран от Крис Ранкин във филмовата поредица.

### Р
- Регулус Блек – смъртожаден и по-малкият брат на Сириус. Опитал се да унищожи един от хоркруксите на Волдемор, но е убит от инфери.
- Реджиналд Катърмол – служител в службата за магическа поддръжка в Министерството на магията. Имитиран от Рон Уизли, който пие многоликова отвара и приема образа му.
- Ремус Лупин – приятел от ученическите години на Сириус Блек, Джеймс Потър и Питър Петигрю. Учител по защита срещу черните изкуства в „Затворникът от Азкабан“ и член на Ордена на Феникса. Върколак. Той и съпругата му Нимфадора Тонкс умират по време на битката за „Хогуортс“. Изигран е от Дейвид Тюлис във филмовата поредица.
- Рита Скийтър – репортер и таблоиден журналист в „Пророчески вести“ и неригистриран магизоолог. Изиграна е от Миранда Ричардсън във филмите.
- Рон Уизли – най-малкият син на Артър и Моли Уизли. Префект на „Грифиндор“, съосновател на Армията на Дъмбълдор и пазач на училищния отбор по куидич. Близък приятел на Хари, съпруг на Хърмаяни Грейнджър и баща на Хюго Грейнджър-Уизли и Роуз Грейнджър-Уизли. Във филмовата поредица е изигран от Рупърт Гринт.
- Роуз Грейнджър-Уизли – дъщеря на Рон Уизли и Хърмаяни Грейнджър и сестра на Хюго Грейнджър-Уизли. Роуз е изобразена от Хелена Барлоу в пролога на филма „Даровете на Смъртта: част 2“.
- Роуина Рейвънклоу – един от четиримата основатели на „Хогуортс“ и основател на дом „Рейвънклоу“. Тя е известна със своята интелигентност и креативност и цени интелигентността на своите ученици. Нейната мъдрост се приписва на диадемата ѝ, която е открадната от дъщеря ѝ Хелена Рейвънклоу, която по-късно става известна като Сивата дама. По-късно диадемата е превърната в хоркрукс.
- Рубиъс Хагрид – полувеликан, пазач на дивеча в „Хогуортс“, учител по грижа за магическите същества и член на Ордена на Феникса. Той е изключен по време на третата си година в „Хогуортс“.
- Руфъс Скримджър – ръководител на Офиса на аврорите, който замества Корнелиус Фъдж като министър на магията. Убит от смъртожадни.

### С
- Салазар Слидерин – един от четиримата основатели на „Хогуортс“ и основател на дом „Слидерин“. Той е змиеуст, завършен легилименс и привърженик на чистокръвното превъзходство. Според Албус Дъмбълдор Слидерин е ценял находчивостта, решителността, хитростта и амбицията в своите ученици. Той е описан като властолюбив от Разпределителната шапка. Неговите реликви включват медальон, който по-късно е превърнат в хоркрукс от Волдемор.
- Седрик Дигъри – търсач в отбора по куидич на „Хафълпаф“ и префект, който е две години по-голям от Хари. Той се състезава за „Хогуортс“ в Тримагическия турнир и е убит по заповед на Волдемор. В пиесата „Хари Потър и Прокълнатото дете“ Седрик става смъртожаден в различна времева линия.[19] Седрик е изигран от Джо Ливърмор в „Затворникът от Азкабан“ и от Робърт Патинсън в „Огненият бокал“.[20] Патинсън споделя, че опитът му по време на продукцията на „Огненият бокал“ го е вдъхновил, за да продължи с актьорската си кариера.[21][22]
- Сибила Трелони – учителка по пророкуване в „Хогуортс“. Изрича пророчество, което кара Волдемор да атакува семейство Потър. Трелони е уволнена от Долорес Ъмбридж в „Орденът на феникса“, но се връща на работа в „Нечистокръвния принц“ и „Даровете на Смъртта“. Трелони е изобразена от Ема Томпсън във филмите за Хари Потър.
- Сивата дама – призракът от дом „Рейвънклоу“. В живота тя е Хелена Рейвънклоу, дъщерята на Роуина Рейвънклоу. След като открадва диадемата на майка си, тя е убита от Кървавия барон. Сивата дама е изобразена от Нина Янг във филмовата адаптация на „Философският камък“ и от Кели Макдоналд в „Даровете на Смъртта: част 2“.
- Сивиръс Снейп – учител по отвари в „Хогуортс“ и по-късно по защита срещу черните изкуства. Ръководител на дом „Слидерин“. Член на Ордена на Феникса и шпионин на Албус Дъмбълдор сред смъртожадните. Директор на „Хогуортс“, когато смъртожадните поемат контрола над училището. Убит от Волдемор.
- Силванус Кетълбърн – учител по грижа за магическите създания през първите две години на обучение на Хари.
- Сириус Блек – кръстникът на Хари. Сириус е зоомаг. Той е набеден за убийството на дванадесет мъгъли и за предаването на Лили и Джеймс Потър на Волдемор. Сириус бяга от затвора за магьосници „Азкабан“, като се присъединява към възродения Орден на Феникса. По-късно е убит от братовчедка си Белатрикс Лестранж.
- Скабърс – домашният плъх на Рон Уизли, който всъщност е магьосникът Питър Петигрю.
- Скорпиус Малфой – ученик от „Слидерин“ и приятел на Албус Потър. Син е на Драко Малфой и Астория Грийнграс.
- Стан Шънпайк – кондуктор на „Среднощния рицар“. Затворен в „Азкабан“ заради подозрението, че е смъртожаден. Изигран е от Лий Игълби в третия филм.
- Стърджис Подмор – член на Ордена на Феникса и служител в Министерството на магията. Пази пророчеството за Хари, докато не бъде арестуван за опит за проникване в Отдел „Мистерии“.
- Сюзън Боунс – ученичка от „Хафълпаф“ от випуска на Хари и член на Армията на Дъмбълдор. Племенница на Амелия Боунс и на Едгар Боунс. Сюзън е изиграна от Елинор Кълъмбъс във филмовата поредица.

### Т
- Тед Тонкс – съпруг на Андромеда и баща на Нимфадора. Убит от похитители.
- Теди Лупин – осиротелият син на Ремус Лупин и Нимфадора Тонкс, кръщелник на Хари Потър. Кръстен е на бащата на Тонкс, Тед Тонкс. Теди е метаморфмаг като майка си.
- Том Мерсволуко Риддъл – ученик от „Слидерин“, по-известен като Лорд Волдемор.

### У
- Уилки Туикрос – инструктор по магипортиране в „Хогуортс“, който работи в Отдела за магьоснически транспорт.
- Уинки – домашно духче, което работи в кухнята на „Хогуортс“, след като е уволнена от Барти Крауч-старши. Участва в битката за „Хогуортс“.
- Уолдън Макнеър – смъртожаден и палач, който не успява да екзекутира хипогрифа Бъкбийк. Ранен е от Хагрид в битката за „Хогуортс“.

### Ф
- Фабиан и Гидиън Прюет – братята на Моли Уизли и членове на първия Орден на Феникса. Убити от смъртожадни.
- Фенрир Грейбек – върколак, работещ за смъртожадните.
- Филиус Флитуик – учител по вълшебство и ръководител на дом „Рейвънклоу“. Той е с далечен гоблински произход.[23] Изигран е от Уоруик Дейвис във филмовата поредица.
- Финиъс Нигелус Блек – прапрадядо на Сириус Блек и бивш директор на „Хогуортс“. Неговият портрет е окачен в кабинета на директора и помага на настоящия директор.
- Фирензи – кентавър, който става учител по пророкуване в „Орденът на феникса“. Озвучен е от Рей Фиърн във филмовата адаптация на „Философският камък“.
- Фльор Делакор – състезателка от „Бобатон“ в Тримагическия турнир. Съпруга на Бил Уизли и член на Ордена на Феникса. Участва в битката за „Хогуортс“. Внучка на Вела. Изобразена е от Клеменс Поези във филмите.[24]
- Фоукс – феникс, принадлежащ на Албус Дъмбълдор. Фоукс спасява Хари от базилиска в „Стаята на тайните“. В „Орденът на феникса“ Фоукс спасява живота на Дъмбълдор, като поглъща убийствено проклятие от Волдемор. След това избухва в пламък и се преражда от пепелта. Пръчките на Хари и Волдемор съдържат перо от опашката на Фоукс. Фениксът е кръстен на конспиратора от 17 век Гай Фокс.[25]
- Франк Брайс – мъгъл, градинар, който е убит от Волдемор. Брайс е изобразен от Ерик Сайкъс във филма „Огненият бокал“.[26]
- Фред Уизли – син на Артър и Моли Уизли и брат близнак на Джордж Уизли. Бияч в отбора по куидич на „Грифиндор“, член на Армията на Дъмбълдор и съсобственик на магазина „Магийски шегобийки на братя Уизли“. Убит в битката за „Хогуортс“. Фред е изобразен от Джеймс Фелпс във филмите за Хари Потър.

### Х
- Хана Абът – префект на „Хафълпаф“ от випуска на Хари Потър.[27] Член е на Армията на Дъмбълдор. Хана напуска „Хогуортс“ в „Нечистокръвния принц“, след като майка ѝ е убита от смъртожадни, но се връща в „Даровете на Смъртта“, за да вземе участие в битката за „Хогуортс“. Като възрастна, Хана става собственик на „Продънения котел“ и се омъжва за Невил Лонгботъм. Във филмите е изиграна от Шарлот Скоч.
- Хари Потър – осиротелият син на Джеймс и Лили Потър. Ученик от „Грифиндор“ и съосновател на Армията на Дъмбълдор. Близък приятел е на Рон Уизли и Хърмаяни Грейнджър. Съпруг на Джини Уизли и баща на Джеймс Сириус, Албус Сивиръс и Лили Луна Потър. Във филмовата поредица е изигран от Даниел Радклиф.
- Хедуиг – полярната сова на Хари, която той получава като подарък за рождения си ден от Рубиъс Хагрид във „Философският камък“. Тя е убита в битката в началото на „Даровете на Смъртта“.
- Хелга Хафълпаф – един от четиримата основатели на „Хогуортс“ и основателка на дом „Хафълпаф“. Тя предпочитала лоялността, честността и отдадеността. Една от нейните реликви, малка златна чаша, е открадната от Волдемор и превърната в хоркрукс.
- Хорас Слъгхорн – бивш учител по отвари и ръководител на дом „Слидерин“, който се връща към преподаването по време на шестата година на обучение на Хари. Изобразен е от Джим Броудбент във филмите „Нечистокръвния принц“ и „Даровете на Смъртта: част 2“.
- Хърмаяни Грейнджър – префект на „Грифиндор“, с мъгълски произход, от випуска на Хари. Тя е най-добрата му приятелка. Съоснователка е на Армията на Дъмбълдор. Съпруга на Рон Уизли и майка на Хюго Грейнджър-Уизли и Роуз Грейнджър-Уизли. Във филмовата поредица е изиграна от Ема Уотсън.
- Хюго Грейнджър-Уизли – син на Рон Уизли и Хърмаяни Грейнджър и брат на Роуз Грейнджър-Уизли. Хюго е изобразен от Райън Търнър в пролога на филма „Даровете на Смъртта: част 2“.

### Ч
- Чарити Бърбидж – учител по мъгълознание в „Хогуортс“. Убита от Волдемор. Изобразена е от Каролин Пикълс във филмовата адаптация.
- Чарли Уизли – вторият син на Артър и Моли Уизли. Работи с дракони в Румъния. Член на Ордена на Феникса и участник в битката при „Хогуортс“. Чарли е изобразен от Алекс Крокфорд във филмовата адаптация на „Затворникът от Азкабан“.
- Чо Чанг – търсач в отбора по куидич на „Рейвънклоу“ и член на Армията на Дъмбълдор. Тя е една година по-голяма от Хари Потър и е първата му любов. Чо е сред първите ученици, повярвали на Хари в разказа му за завръщането на Волдемор.

### Ш
- Шеймъс Финиган – ученик от „Грифиндор“ от випуска на Хари. В „Орденът на феникса“ Шеймъс първоначално се повлиява от клеветническата кампания на Министерството срещу Хари. По-късно се присъединява към Армията на Дъмбълдор. Шеймъс е изигран от Девън Мъри във филмовата поредица.

### Ъ
- Ърни Макмилън – ученик от „Хафълпаф“ от випуска на Хари. Префект и член на армията на Дъмбълдор. В „Стаята на тайните“ Ърни първоначално вярва, че Хари е наследникът на Слидерин и е отговорен за нападенията срещу родени от мъгъли ученици. По-късно той е сред малкото ученици, които открито подкрепят твърденията на Хари, че Волдемор се е завърнал. В „Даровете на Смъртта“ той участва в битката за „Хогуортс“. Във втория и четвъртия филм е изигран от Луис Дойл, а в последния – от Джейми Маркс.